# Gornja Lisina
Gornja Lisina (izvirno srbsko Горња Лисина; bolgarsko Горна Лисина) je naselje v Srbiji, ki upravno spada pod Občino Bosilegrad; slednja pa je del Pčinjskega upravnega okraja.

## Demografija
V naselju živi 406 polnoletnih prebivalcev, pri čemer je njihova povprečna starost 48,2 let (46,4 pri moških in 50,0 pri ženskah). Naselje ima 170 gospodinjstev, pri čemer je povprečno število članov na gospodinjstvo 2,79.
Prebivalstvo je večinoma nehomogeno, a v času zadnjih treh popisov je opazno zmanjšanje števila prebivalcev.
|  |

| Demografija | Demografija     | Demografija     |
| Leto        | Št. prebivalcev | Št. prebivalcev |
| ----------- | --------------- | --------------- |
|             |                 |                 |
|             |                 |                 |
|             |                 |                 |
|             |                 |                 |
| 1948        | 1248            |                 |
| 1953        | 1336            |                 |
| 1961        | 1334            |                 |
| 1971        | 1211            |                 |
| 1981        | 896             |                 |
| 1991        | 605             | 605             |
| 2002        | 478             | 474             |
|             |                 |                 |

| Etnična sestava po popisu iz leta 2002 | Etnična sestava po popisu iz leta 2002 | Etnična sestava po popisu iz leta 2002 | Etnična sestava po popisu iz leta 2002 | Etnična sestava po popisu iz leta 2002 |
| -------------------------------------- | -------------------------------------- | -------------------------------------- | -------------------------------------- | -------------------------------------- |
| Bolgari                                | Bolgari                                |                                        | 202                                    | 42,61%                                 |
| Srbi                                   | Srbi                                   |                                        | 175                                    | 36,91%                                 |
| Jugoslovani                            | Jugoslovani                            |                                        | 9                                      | 1,89%                                  |
| Makedonci                              | Makedonci                              |                                        | 1                                      | 0,21%                                  |
| Neznano                                | Neznano                                |                                        | 0                                      | 0,0%                                   |

87 - ?